# Abdij van Mont-Saint-Éloi
De Abdij van Mont-Saint-Éloi (Frans: abbaye du mont Saint-Éloi)  was een augustijnenabdij in het plaatsje Mont-Saint-Éloi, vlak bij Arras (Atrecht), in de Noord-Franse regio Pas-de-Calais. Het vroegere graafschap Artesië, waar de abdij lag, stond onder controle van het graafschap Vlaanderen en maakte deel uit van de Franse Nederlanden. In oude Vlaamse teksten is sprake van de abdye van St. Eloy-berg. De abdij werd vernield ten tijde van de Franse Revolutie (in 1793).
De abdij werd in 1066 door de bisschop van Atrecht, Lietbertus, gesticht op een heuvel, die eeuwen voordien al als bidplaats diende. In de 6e eeuw zou Eligius (Sint-Elooi) hier al gebeden hebben en werd de berg naar hem genoemd. Soms wordt ook Vindicianus genoemd als stichter; deze heilige was bisschop van Kamerijk en Atrecht in de 9e eeuw en liet zich op die plaats begraven. Van de 11e tot de 18e eeuw telde de abdij 46 abten. Een van hen was de heilige Servaas van Sint-Elooiberg in de 13e eeuw.
De hele abdij werd nog in de periode tussen 1733 en 1765 volledig vernieuwd in een classicistische stijl. Enkele decennia later werd zij door het revolutionair bewind verkocht; de koper brak de gebouwen af voor de bouwmaterialen. 

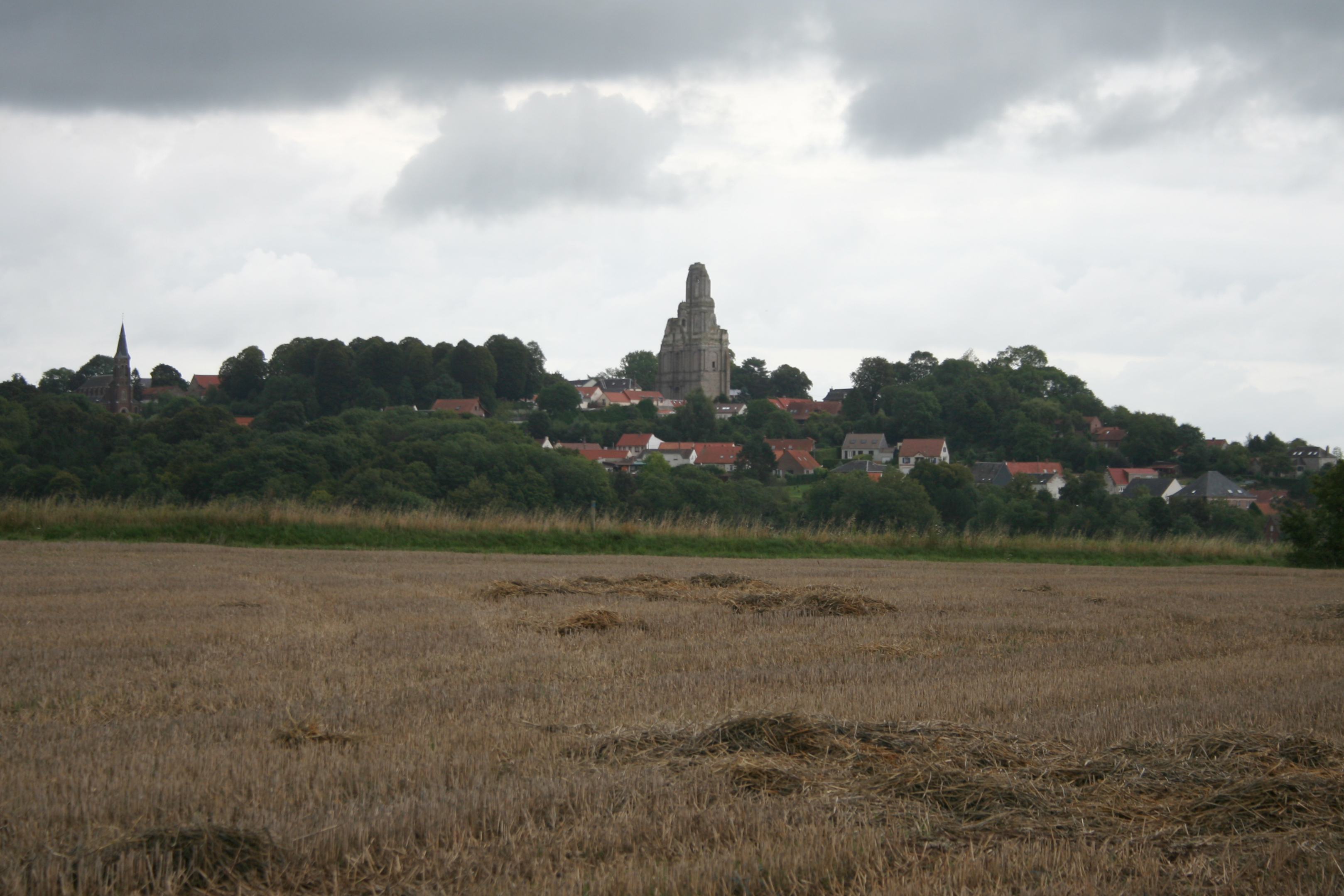
Vestingtorens

De twee torens, die er nu nog staan, werden in 1836 door een tussenkomst van de staat en het departement gevrijwaard.  In de Eerste Wereldoorlog dienden zij als uitkijkpost achter het front en werd de bovenste van vijf verdiepingen er door de Duitsers afgeschoten. Er zijn plannen om ze te restaureren.